# Molly and I
Molly and I er en amerikansk stumfilm fra 1920 af Howard M. Mitchell.

## Medvirkende
- Shirley Mason som Molly / Shirley Brown
- Alan Roscoe som Philip Smith
- Harry Dunkinson som Jack Herrick
- Lila Leslie som Marion Sutherland